# 35-та окрема мотострілецька бригада (РФ)
35-та окрема гвардійська мотострілецька Волгоградсько-Київська ордена Леніна, Суворова і Кутузова Червоного прапора бригада (35 ОМСБр, в/ч 41659) — формування мотострілецьких військ Збройних сил Російської Федерації  чисельнісю у бригаду. Бригада розташована у селищі Алейськ у Алтайському краї.. Перебуває у складі 41-ї загальновійськової армії.

## Історія
У 1992 році 122-га гвардійська кулеметно-артилерійська дивізія 55-го армійського корпусу Забайкальського військового округу ввійшла до складу ЗС РФ. Управління дивізії знаходилось в с. Даурія Забайкальського району Читинської області
.
З 1 вересня 2001 року 122-га гвардійська кулеметно-артилерійська дивізія була переформована в 122-гу гвардійську мотострілецьку дивізію.
У березні 2002 року завершилась передислокація дивізії в місто Алейськ Алтайського краю.

### Війна на сході України
Зафіксовано передачу танків Т-72БМ 35 ОМСБр проросійським НЗФ. Зокрема, танк Т-72БМ, бортовий № 513, було зафільмовано у Луганську в кінці серпня 2014 року.
У серпні 2014 року підрозділи 35 ОМСБр брали участь у боях під Георгієвкою, де втратили танк Т-72БМ.

### Російське вторгнення в Україну 2022 року
26 лютого 2022 року під час боїв за Чернігів взято у полон командира танкового батальйону 35-ї мотострілецької бригади РФ майора Щеткіна Леоніда Петровича.
В кінці березня 2022 року знищено начальника штабу — заступника командира реактивного артилерійського дивізіону 35-ї мотострілецької бригади РФ майора Олега Вікторовича Лісовського.
Наприкінці травня 2022 року за процесуального керівництва Офісу генерального прокурора та Чернігівської обласної прокуратури повідомлено про підозру командиру танкового батальйону та оператору-навіднику військової частини 41659 35-ї окремої гвардійської мотострілецької бригади у складі 41-ї загальновійськової армії збройних сил російської федерації у порушенні законів та звичаїв війни (частина перша статті 438 Кримінального кодексу України):
|  | За даними слідства, танковий батальйон ЗС РФ вдерся на територію Чернігівської області з метою збройного захоплення Чернігівського аеропорту та окупації області. В ході нападу командир батальйону надав незаконний наказ оператору-навіднику обстріляти осколково-фугасними снарядами калібру 125 мм житловий багатоповерховий будинок у Чернігові, який не був військовою ціллю і не використовувався для військових потреб. В результаті обстрілу було повністю зруйновано окремі житлові приміщення будинку |

За підсумками боїв за Авдіївку 35-й окремій мотострілецькій бригаді оголошено подяку від Верховного головнокомандувача Збройними силами у вітальній телеграмі генерал-полковнику Мордвічову Андрію Миколайовичу від 17 лютого 2024.

## Склад
- управління,
- танковий батальйон,
- 3 мотострілецьких батальйони,
- стрілецька рота (снайперів),
- 2 гаубичних самохідно-артилерійських дивізіони,
- реактивний артилерійський дивізіон,
- протитанковий артилерійський дивізіон,
- зенітний ракетний дивізіон,
- зенітний ракетно-артилерійський дивізіон,
- розвідувальний батальйон,
- рота БПЛА,
- інженерно-саперний батальйон,
- рота РХБЗ,
- батальйон управління (зв'язку),
- рота РЕБ,
- батарея управління та артилерійської розвідки (начальника артилерії),
- взвод управління і радіолокаційної розвідки (начальника протиповітряної оборони),
- взвод управління (начальника розвідувального відділення),
- ремонтно-відновлювальний батальйон,
- батальйон матеріального забезпечення,
- комендантська рота,
- медична рота,
- взвод інструкторів,
- взвод тренажерів,
- полігон,
- оркестр.[2]

## Озброєння
На озброєнні:
- 40 Т-72БМ,
- 1 Т-72БК,
- 120 БМП-2,
- 15 МТ-ЛБ,
- 36 БТР-80,
- 4 БРДМ-2,
- 18 мінометів «Сані»,
- 36 СГ «Мста-С»,
- 18 РСЗО «Град»,
- 6 гармат «Рапіра»,
- 12 СПТРК «Штурм-С»,
- ЗРК 9К37 «Бук-М1» (1 КП 9С470M1, 1 СОЦ 9С18M1 «Купол-М1», 6 СОУ 9А310M1, 3 ПЗУ 9А39),
- 6 БМ ЗРК «Стріла-10»,
- 6 ЗПРК «Тунгуска»,
- 27 ПЗРК «Голка».[2]

## Втрати
Із відкритих джерел відомо про деякі втрати 35 ОМСБр:

## Матеріали
- 35 ОМСБР, АЛЕЙСК, ЦВО // warfare.be
- 35 ОМСБР, АЛЕЙСК, ЦВО // archive.is